# پرندگان عشق (فیلم ۱۹۳۴)
پرندگان عشق (انگلیسی: Love Birds) یک فیلم کمدی به کارگردانی ویلیام ای. سایتر و نوشتهٔ دوریس اندرسون است که در سال ۱۹۳۴ میلادی منتشر شد. این فیلم توسط یونیورسال پیکچرز منتشر شده‌است.

## هنرپیشگان
- اسلیم سامرویل
- زیسو پیتس
- میکی رونی
- فردریک برتون
- گرترود شورت
- امت ووگان
- ماد ایبرن
- جان تی. موری